# Harrie Kuneman
Johan Herman Bernard „Harrie“ Kuneman (* 15. Januar 1886 in Purwakarta, Niederländisch-Indien, heute Indonesien; † 7. September 1945) war ein niederländischer Fußballspieler. 

## Verein
Auf Vereinsebene spielte er 1908/09 für HBS Craeyenhout. Abweichend davon wird jedoch auch ADO Den Haag als sein Verein geführt.

## Nationalmannschaft
Er bestritt am 25. Oktober 1908 sein einziges Länderspiel für die niederländische Fußballnationalmannschaft. Gegner war die schwedische Auswahl.